# Asger Skjold-Rasmussen
Asger Skjold-Rasmussen (også bare Asger Skjold) er en dansk musiker, der spillede bas i bandet Bifrost fra 1975. Han forlod gruppen efter udgivelsen af det tredje album, Læn Dem ikke ud fra 1979.
Senere medvirkede han på et par album med Annapurna (Dillen, Californiske frugter); han var desuden medproducer på Dillen. Desuden spillede han på Kim Skovbyes debutalbum Skygge-boxer fra 1986.

## Diskografi
Med Bifrost
- Bifrost (1976)
- Til en sigøjner (1977)
- Læn Dem ikke ud (1979)

Med Annapurna
- Dillen (1980)
- Calliforniske Frugter (1982)

Med Kim Skovbye
- Skygge-boxer (1986)